# Telsze (stacja kolejowa)
Telsze (lit. Telšiai, ros. Тяльшяй) – stacja kolejowa w miejscowości Telsze, w rejonie telszańskim, w okręgu telszańskim, na Litwie. Położona jest na linii Szawle – Kretynga.

## Historia
Stacja została otwarta w 1926, jako stacja krańcowa linii z Kužiai (Szawli). W 1930 wybudowano linię na zachód od Telsz, do Kretyngi.